# Il fascino sottile della perversione
Il fascino sottile della perversione (in francese Mont-Dragon, "Monte del Drago") è un film del 1970 e diretto da Jean Valère.

## Trama
Georges Dormond, un tenente di cavalleria viene accusato da un colonnello di essere l'amante della moglie e viene per questo espulso dall'esercito e condannato a un anno di prigione. Quando il colonnello muore, l'ex-tenente ne approfitta per farsi assumere come direttore della scuderia presso il castello di Mont-Dragon e riallacciare i suoi rapporti con la vedova, ma invece inizia a corteggiare la giovane figlia della stessa.